# スチアテ川

チアパス州内のスチアテ川河口の位置

スチアテ川（スペイン語: Río Suchiate）はメキシコとグアテマラの西部国境を形成する川である。グアテマラのサン・マルコス県にあるタカナ火山の南東の斜面、標高3000メートルの高さの所を水源とし、南または南西に太平洋へ向かって流れる。川の下流の75キロメートルがメキシコとグアテマラの国境を形成する。
スチアテ川の形成する盆地の面積はグアテマラ側は1064平方キロメートル、メキシコ側が336平方キロメートルである。「スチアテ」という名前はナワトル語のショチアトル(Xochiatl)に由来し、「花(xochitl)の水(atl)」を意味する。先コロンブス期のイサパ遺跡が川の近くにある。
川を横断する橋にはタリスマンとエル・カルメンを結ぶタリスマン国際橋、イダルゴとテクン・ウマン（アユルタ郡）を結ぶロドルフォ・ロブレス橋がある。増大するラテン・アメリカ移民にとって、この2つの国境地はともにメキシコおよびアメリカ合衆国でのよりよい未来を求めるための重要な地点になった。